# José A. Siqueira Filho
José Alves Siqueira Filho ( n. 1960 ) es un botánico, y profesor brasileño; siendo estudioso en el campo de la taxonomía de la familia Bromeliaceae.

## Algunas publicaciones
- j.a. Siqueira filho. 2001. Studies in Bromeliaceae of Northeastern Brazil. I. Selbyana 22(2): 146-154

- w.j. Usberti filho, j.a. Siqueira, a. Spironello, m. Harris, a.c. Badan. 1995. Inheritance of leaf spininess and segregation of leaf colour in pineapple (Ananas comosus). Brazilian J. Genetics, 18(4): 547-552

### Libros
- j.a. Siqueira filho, elton m.c. Leme. 2006. Fragmentos de Mata Atlântica do Nordeste, Biodiversidade, Conservação e suas Bromélias. 1ª ed. Río de Janeiro: Andrea Jakobsson Estúdio. 1 vol. 412 pp.

- La abreviatura «J.A.Siqueira» se emplea para indicar a José A. Siqueira Filho como autoridad en la descripción y clasificación científica de los vegetales.[3]